# Palacio de Justicia del Condado de Rock (Nebraska)
El Palacio de Justicia del Condado de Rock (en inglés, Rock County Courthouse) es un edificio de gobiernbo ubicado en State St. entre Caroline y Bertha Sts. en Bassett, Nebraska. Fue construido en 1939 en estilo art déco diseñado por E. B. Watson.
Fue incluido en el Registro Nacional de Lugares Históricos en 1990. La lista incluía dos edificios contribuyentes.
Se consideró importante por su arquitectura y asociación con la política y el gobierno en el condado de Rock. Es uno de los siete juzgados del condado de Nebraska construidos bajo los programas de trabajo federales de la Gran Depresión. Arquitectónicamente, su nominación NRHP considera que es "un buen ejemplo del tipo de propiedad County Citadel" y "contiene características de diseño e instalaciones distintivas de su diseño y uso (como bóvedas a prueba de fuego), una forma rectangular, entrada centrada, estilo Art Deco influencia y materiales permanentes. Los elementos del diseño se combinan para transmitir la impresión de un edificio gubernamental que representa la modernidad y la simplicidad, también características de la ciudadela del condado". : 5 

## Galería

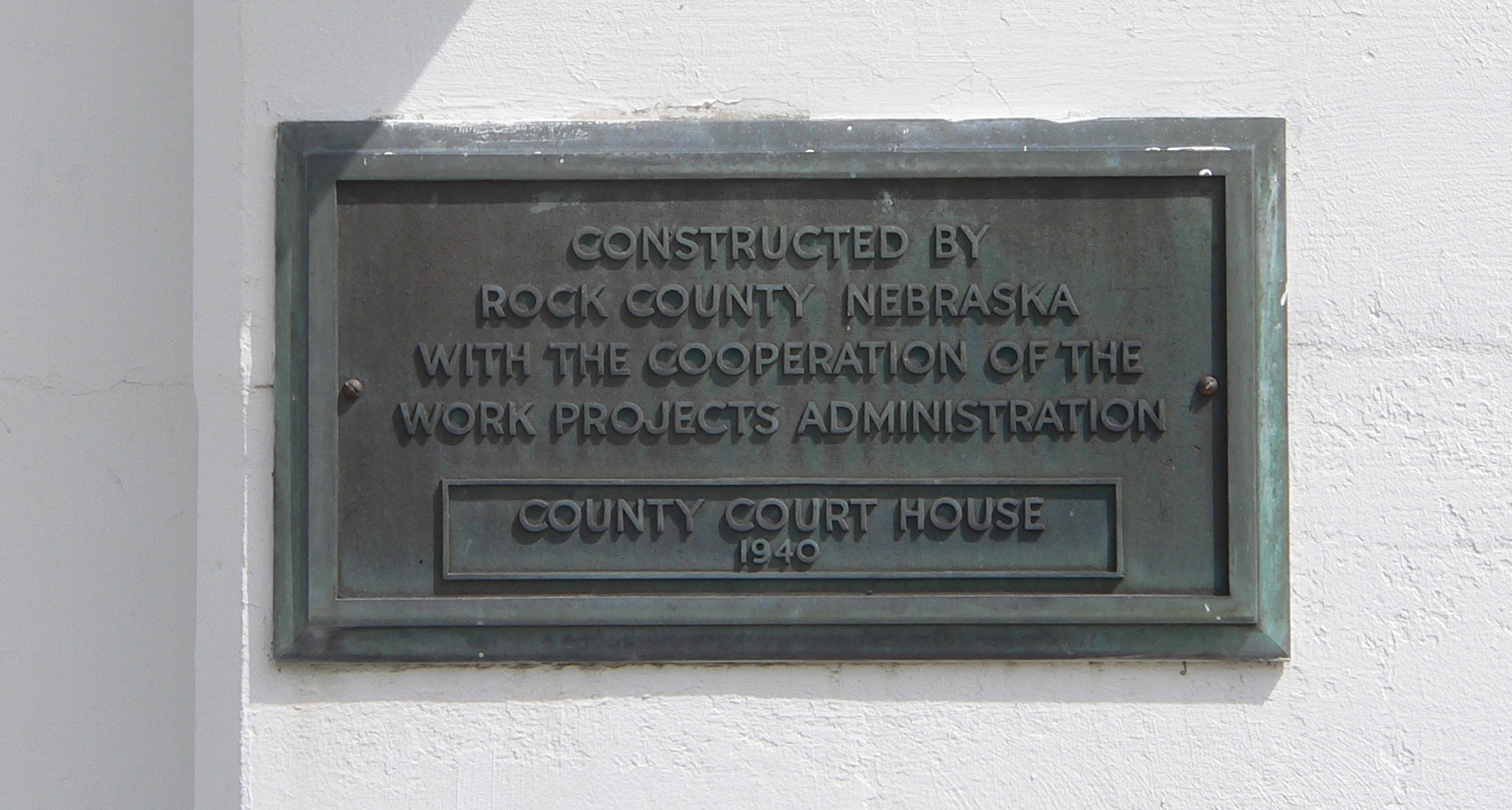
Piedra angular
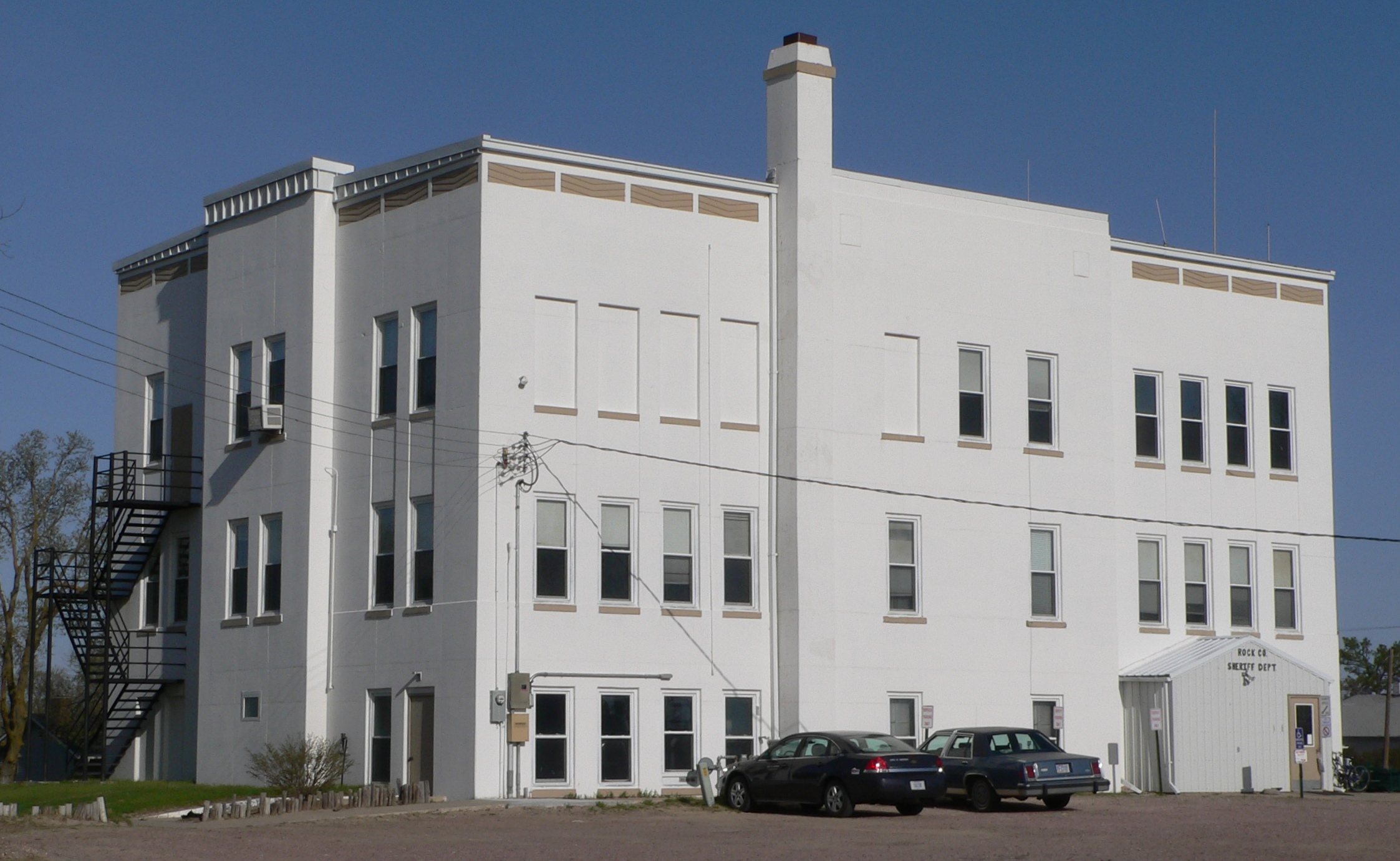
Costado sureste
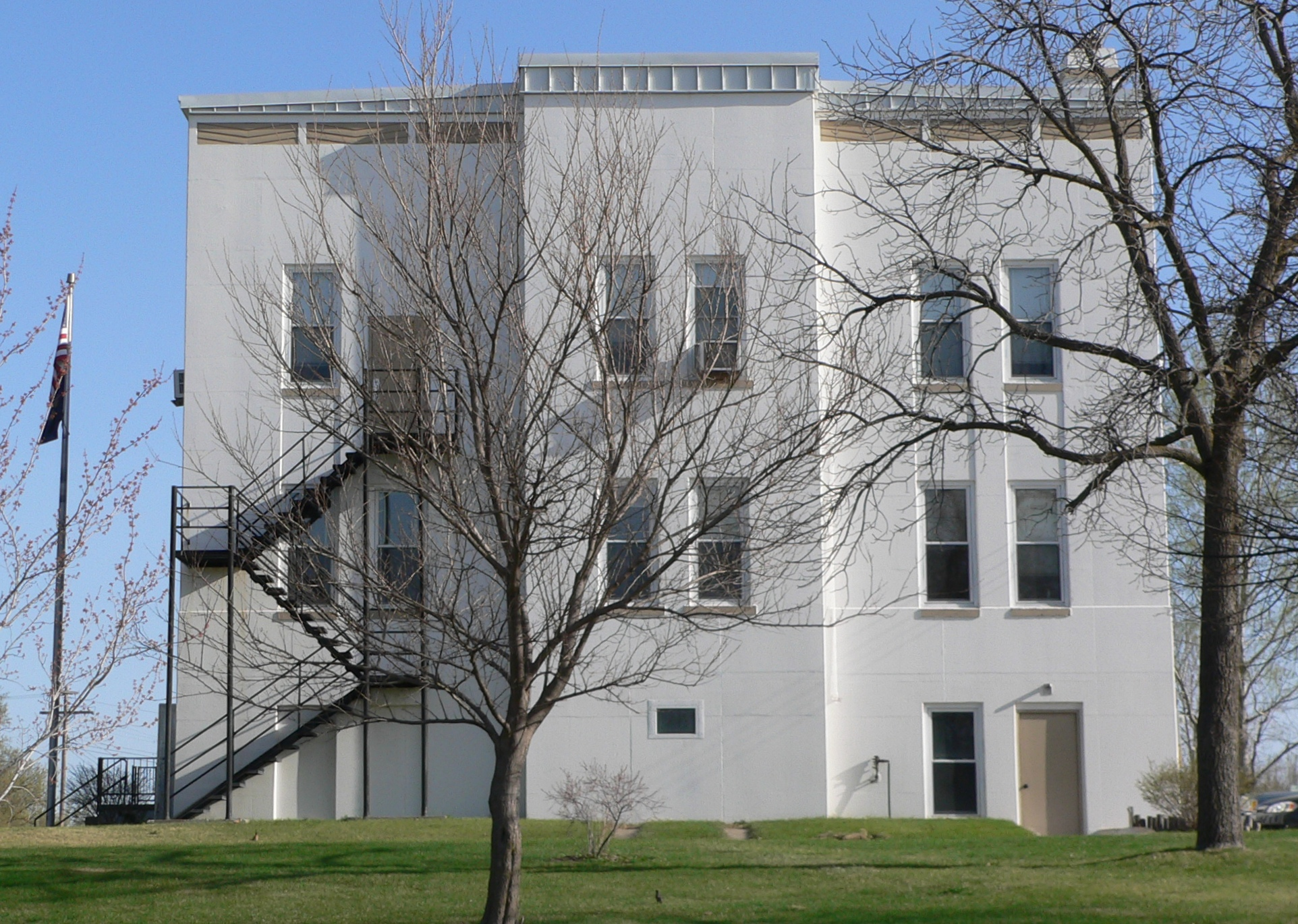
Costado sur
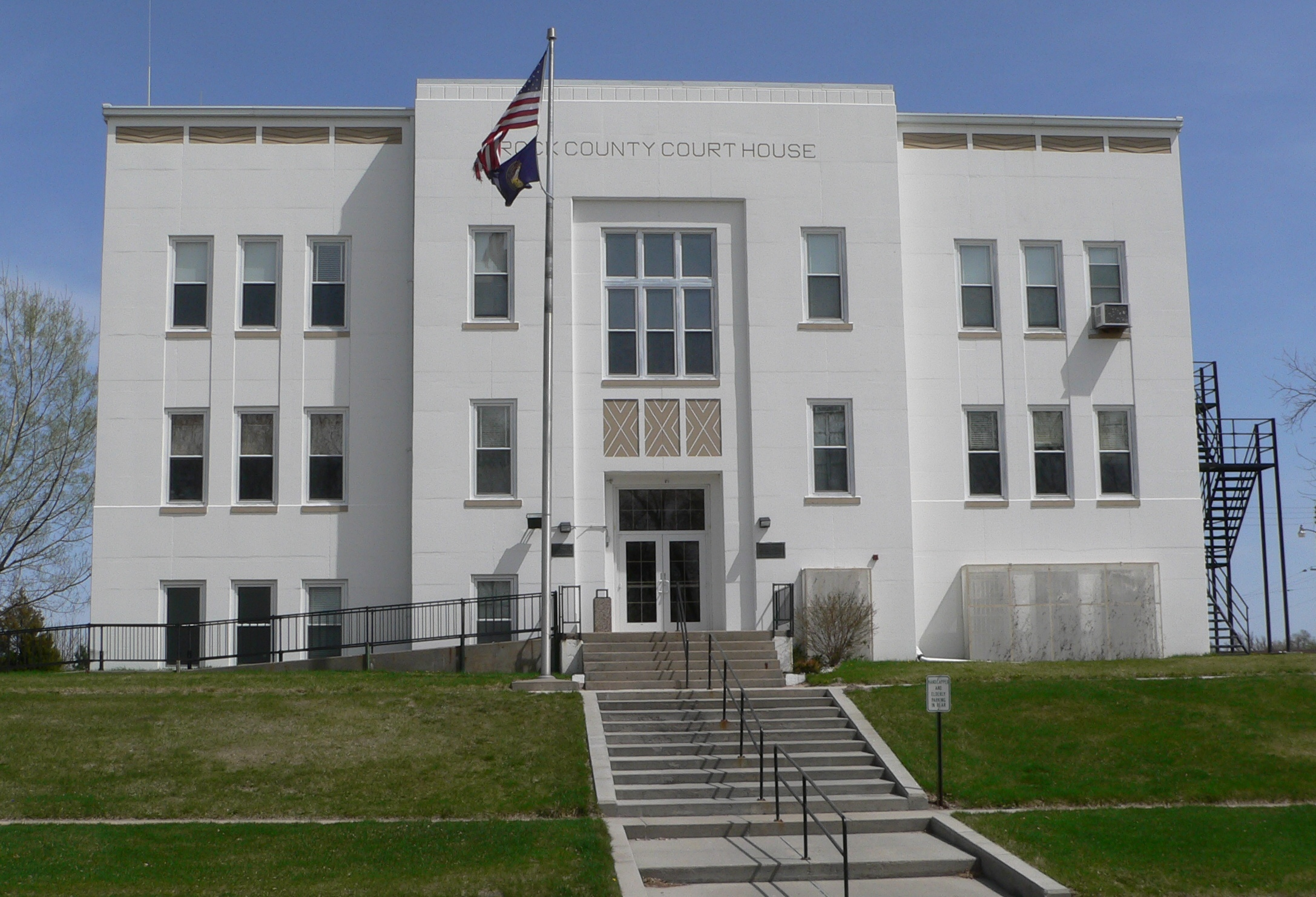
Escaleras de acceso